# Eccilia
Eccilia är ett släkte av svampar. Eccilia ingår i familjen Entolomataceae, ordningen Agaricales, klassen Agaricomycetes, divisionen basidiesvampar och riket svampar.
|         | Entoloma                               |
|         |                                        |
|         | Leptonia                               |
|         |                                        |
| Eccilia | \| \| Eccilia haeusleriana \| \| \| \| |
|         | \| \| Eccilia haeusleriana \| \| \| \| |
|         | Clitopilus                             |
|         |                                        |
|         | Pouzarella                             |
|         |                                        |
|         | Pouzaromyces                           |
|         |                                        |
|         | Rhodocybe                              |
|         |                                        |
|         | Richoniella                            |
|         |                                        |
|         | Rhodogaster                            |
|         |                                        |
|         | Calliderma                             |
|         |                                        |
|         | Rhodocybella                           |
|         |                                        |
|         | Eccilia haeusleriana                   |
|         |                                        |

|  | Eccilia haeusleriana |
|  |                      |